# Demisalto minus
Demisalto minus är en kvalsterart som först beskrevs av Coetzee 1993.  Demisalto minus ingår i släktet Demisalto och familjen Zetomotrichidae. Inga underarter finns listade i Catalogue of Life.